# Tom Towles
Tom Towles (* 20. März 1950 in Chicago, Illinois; † 2. April 2015 in Pinellas County, Florida) war ein amerikanischer Schauspieler.

## Leben
Towles wuchs in Chicago auf und trat nach dem Besuch der Highschool in das US Marine Corps ein. Nach seinem Abschied von den Marines studierte er Anfang der 1970er Jahre zunächst Photographie, später Schauspiel am Columbia College Chicago. Bereits 1971 gehörte er zum Ensemble von Stuart Gordons Organic Theater und wirkte dort in der dreiteiligen Science-Fiction-Saga Warp! mit, die in Chicago zu einem Kulterfolg wurde und es 1973 sogar zu einem kurzen Gastspiel am New Yorker Broadway brachte. Zu den Organics, die später auch die erste professionelle Produktion eines Stückes von David Mamet (Sexual Perversity in Chicago, Juni 1974) auf die Bühne brachten, gehörten neben Towles Schauspieler wie John Heard, Dennis Franz, Bruce Taylor, Joe Mantegna und Warren Casey. Towles gehörte dem Ensemble bis in die 1980er Jahre an, spielte aber auch an anderen Theatern, so 1987 am The Goodman Theatre des Art Institute of Chicago in einer Inszenierung von Georges Feydeaus A Flea in Her Ear (La puce à l’oreille).
Seine erste größere (und gleichzeitig seine bekannteste) Filmrolle hatte Towles in John McNaughtons Regieerstling Henry: Portrait of a Serial Killer, in dem Towles eine an den realen Serienkiller Ottis Toole angelehnte Figur spielte. Der 1986 gedrehte Low-Budget-Film kam erst 1989 in die Kinos und entwickelte sich anschließend über die Jahre zu einem Kultfilm. Towles wurde für seine Darstellung 1991 bei den Independent Spirit Awards als bester Nebendarsteller nominiert.
Nach diesem Einstieg folgten Rollen in Splatterfilmen, die von renommierten Genreregisseuren wie Tom Savini oder Towles’ ins Filmgeschäft übergewechseltem Organics-Kollegen Stuart Gordon inszeniert wurden. Später gehörte er in den Filmen Rob Zombies zur Stammbesetzung. Auch in einigen Hollywood-Mainstreamproduktionen war er zu sehen, vor allem aber in Episodenrollen in Fernsehserien wie Star Trek: Deep Space Nine, Seinfeld, NYPD Blue, L.A. Law, Emergency Room (ER), Hinterm Mond gleich links (3rd Rock from the Sun), Star Trek: Voyager, Profiler, Pretender, Firefly – Der Aufbruch der Serenity, CSI: Den Tätern auf der Spur und Malcolm mittendrin (Malcolm in the Middle).

## Filmografie (Auswahl)
- 1975: Hundstage (Dog Day Afternoon) – Regie: Sidney Lumet
- 1985: Pink Nights – Rosarote Träume (Pink Nights) – Regie: Phillip Koch
- 1986: Henry: Portrait of a Serial Killer – Regie: John McNaughton
- 1987: Jack and Mike (Fernsehserie, Folge 1x11 Charity Ball)
- 1990: Verrückte Zeiten (Men Don’t Leave) – Regie: Paul Brickman
- 1990: Die Rückkehr der Untoten (Night of the Living Dead) – Regie: Tom Savini
- 1991: Meister des Grauens (The Pit and the Pendulum) – Regie: Stuart Gordon
- 1991: Alienkiller (The Borrower) – Regie: John McNaughton
- 1993: Fortress – Die Festung (Fortress) – Regie: Stuart Gordon
- 1993: Sein Name ist Mad Dog (Mad Dog and Glory) – Regie: John McNaughton
- 1993: Blood in, Blood out – Verschworen auf Leben und Tod (Bound by Honor) – Regie: Taylor Hackford
- 1994: Kampf der Hyänen (Girls in Prison, Fernsehfilm) – Regie: John McNaughton
- 1996: God’s Lonely Man – Regie: Frank von Zerneck Jr.
- 1996: The Rock – Fels der Entscheidung (The Rock) – Regie: Michael Bay
- 1996: Normal Life – Regie: John McNaughton
- 1997: Gridlock’d – Voll drauf! (Gridlock’d) – Regie: Vondie Curtis-Hall
- 1997: Die Krieger des Tao-Universums (Warriors of Virtue) – Regie: Ronny Yu
- 1997: Night of the Lawyers – Regie: Phillip Koch
- 1998: God’s Army II – Die Prophezeiung (The Prophecy II) – Regie: Greg Spence
- 1999: Meyer Lansky – Amerikanisches Roulette (Lansky) – Regie: John McNaughton
- 2000: More Dogs than Bones – Blutige Millionenjagd (More Dogs Than Bones) – Regie: Michael Browning
- 2002: The Visitor (Groom Lake) – Regie: William Shatner
- 2003: Haus der 1000 Leichen (House of 1000 Corpses) – Regie: Rob Zombie
- 2005: The Devil’s Rejects – Regie: Rob Zombie
- 2006: Miami Vice – Regie: Michael Mann
- 2007: Werewolf Women of the SS (Fake-Trailer in Grindhouse) – Regie: Rob Zombie
- 2007: Home Sick – Regie: Adam Wingard
- 2007: Halloween – Regie: Rob Zombie
- 2008: Legion der Vampire (Blood on the Highway) – Regie: Barak Epstein & Blair Rowan